# 弗朗切斯科·卡利尼

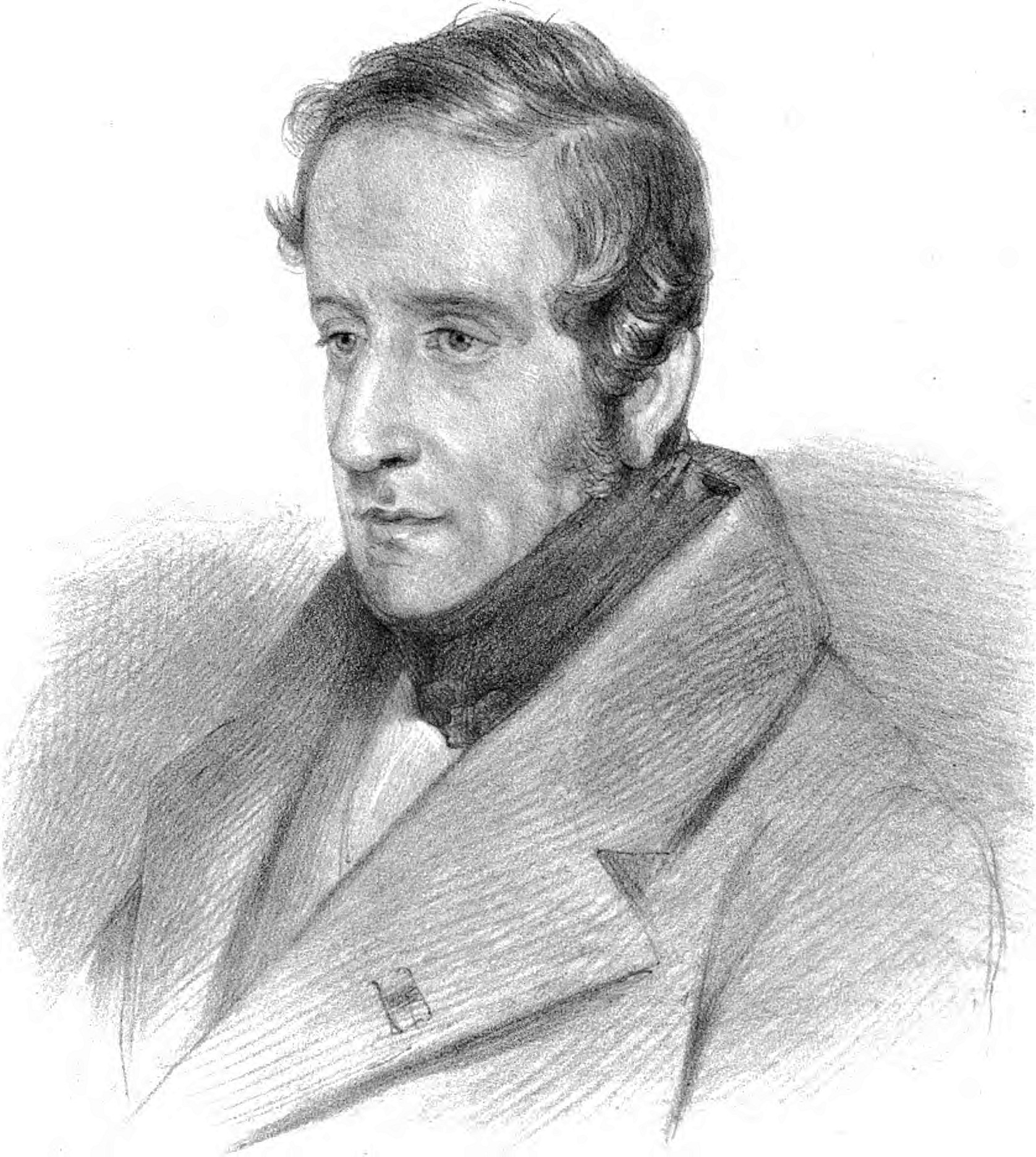
弗朗切斯科·卡利尼

弗朗切斯科·卡利尼（義大利語：Francesco Carlini，1783年1月7日—1862年8月29日），是一位出生于意大利米兰的天文学家，1832年担任布雷拉天文台台长，并在当年发表了《太阳运动新表》，1810年他曾与乔瓦尼·安东尼奥·阿梅迪奥·普拉纳（Giovanni Antonio Amedeo Plana）一起共同发表了《一种用于创建太阳历天文表的新方法》。1821年参加了在奥地利和意大利举行的大地测量项目。在这次活动中，曾在意大利塞尼峰进行了钟摆测量，首次计算出地球质量和密度估计值。 1862年在米兰去世。
月球上的卡利尼陨石坑就是以他的名字命名的。

## 参引资料
1. ↑  Hockey, Thomas. . Springer Publishing. 2009  [August 22, 2012]. ISBN 978-0-387-31022-0. （原始内容存档于2013-02-02）.
2. ↑  Poynting, John Henry. . London: Charles Griffin. 1894: 22–24.